# Орон (Во)
Орон (фр. Oron) — громада  в Швейцарії в кантоні Во, округ Лаво-Орон.
2022 року до Орон приєдналась громада Есерт.

## Географія
Громада розташована на відстані близько 65 км на південний захід від Берна, 16 км на схід від Лозанни.
Орон має площу 24,6 км², з яких на 10,6% дозволяється будівництво (житлове та будівництво доріг), 70,1% використовуються в сільськогосподарських цілях, 18,9% зайнято лісами, 0,4% не є продуктивними (річки, льодовики або гори).

## Демографія
2019 року в громаді мешкало 5661 особа (+22,1% порівняно з 2010 роком), іноземців було 21,4%. Густота населення становила 230 осіб/км².
За віковим діапазоном населення розподілялося таким чином: 24,5% — особи молодші 20 років, 60% — особи у віці 20—64 років, 15,6% — особи у віці 65 років та старші. Було 2357 помешкань (у середньому 2,4 особи в помешканні).
Із загальної кількості 2461 працюючого 195 було зайнятих в первинному секторі, 730 — в обробній промисловості, 1536 — в галузі послуг.